# Sanfilippodytes bidessoides
Sanfilippodytes bidessoides är en skalbaggsart som först beskrevs av John Henry Leech 1941.  Sanfilippodytes bidessoides ingår i släktet Sanfilippodytes och familjen dykare. Inga underarter finns listade i Catalogue of Life.